# Hugo von Habermann
Hugo von Habermann (5. září 1862 Opava – 23. října 1935 Zwettl) byl rakousko-uherský generál a vojevůdce první světové války. Jako absolvent vojenské akademie sloužil v c. k. armádě od roku 1882, byl důstojníkem generálního štábu, úředníkem na ministerstvu války, uplatnil se také jako pedagog na vojenských školách. V roce 1914 byl jako velitel divize povolán na východní frontu, kde v roce 1916 převzal velení 11. armádního sboru. V roce 1917 dosáhl hodnosti polního zbrojmistra, v závěru války operoval na Ukrajině a v Albánii. Po rozpadu monarchie byl v armádě penzionován a poté žil v soukromí v Dolním Rakousku.

## Životopis
Byl synem c. k. plukovníka Heinricha Habermanna. První vojenskou průpravu získal na jezdecké škole v Hranicích a v letech 1879–1882 studoval na Technické vojenské akademii ve Vídni. Do armády vstoupil v roce 1882 jako poručík k ženijnímu pluku v Kremži a téhož roku se zúčastnil potlačení povstání v Dalmácii. Se svým plukem poté sloužil v Trebinji a v letech 1888–1890 si doplnil vzdělání na Válečné škole (K.u.k. Kriegsschule) ve Vídni. V hodnosti nadporučíka byl v roce 1890 zařazen do sboru důstojníků generálního štábu. Sloužil u 26. pěší brigády ve Vídni a v roce 1892 byl přidělen ke štábu 1. armádního sboru v Krakově. V roce 1893 byl povýšen na kapitána a následující čtyři roky byl úředníkem na 5. odboru ministerstva války. Jako major (1898) byl převelen k 1. pěšímu pluku v Opavě a několik let pak působil jako pedagog na Válečné škole. V roce 1902 získal hodnost podplukovníka a stal se zástupcem velitele 58. pěšího pluku v Přemyšlu. V letech 1905–1906 působil znovu na ministerstvu války a mezitím byl povýšen na plukovníka (1905).
V letech 1909–1911 zastával funkci náčelníka štábu 10. armádního sboru v Přemyšlu a k datu 1. května 1911 byl povýšen do hodnosti generálmajora. V letech 1912–1914 byl velitelem důstojnické školy v Praze. Na začátku první světové války získal hodnost polního podmaršála (1. srpna 1914) a jako velitel 5. pěší divize byl povolán na východní frontu, kde se zúčastnil prvních bojů v Haliči. Během Brusilovovy ofenzívy v červnu 1916 převzal namísto odvolaného Ignaze Kordy velení 11. armádního sboru a zúčastnil se ofenzívy u Gorlice-Tarnówa. K datu 1. listopadu 1917 byl povýšen do hodnosti polního zbrojmistra a v dubnu 1918 byl postaven do čela 7. armádního velitelství, které však bylo rozpuštěno již o dva měsíce později. S 11. armádním sborem pak okupoval Ukrajinu, kde setrval až do konce války. K datu 1. ledna 1919 byl v armádě penzionován.
Jeho mladší bratr Ferdinand (1868–1936) sloužil také v armádě a za první světové války dosáhl hodnosti polního podmaršála.

## Řády a vyznamenání
Spolu s otcem byl v roce 1884 povýšen do šlechtického stavu s titulem Edler von Habermann. Během vojenské služby obdržel řadu vyznamenání.
- Jubilejní pamětní medaile (1898)
- Bronzová vojenská záslužná medaile (1902)
- Služební odznak pro důstojníky III. třídy (1907)
- Vojenský jubilejní kříž (1908)
- Řád železné koruny III. třídy (1908)
- Vojenský záslužný kříž III. třídy (1911)
- rytířský kříž Leopoldova řádu s válečnou dekorací (1914)
- Vojenský záslužný kříž II. třídy s válečnou dekorací (1915)
- Řád železné koruny I. třídy s válečnou dekorací (1917)
- Vyznamenání za zásluhy o Červený kříž s válečnou dekorací (1917)
- Služební odznak pro důstojníky II. třídy (1917)
- Leopoldův řád I. třídy s válečnou dekorací (1917)

- Železný kříž II. třídy (1914, Německo)
- Železný kříž I. třídy (1915, Německo)